# خط تقسيم المياه

رسم توضيحي لخط تقسيم المياه

خط تقسيم المياه مرتفع يفصل بين حوضي تصرف لمجموعتين نهريتين، تكون جبال الروكي والأنديز خطي تقسيم مياه بين الأنهار التي تجري شرقاً والتي تجري غرباً في الأمريكيتين، ويستعمل المصطلح مرادفاً أيضاً لمصطلح حوض التصرف.